# Elassystremma pongwe
Elassystremma pongwe är en mångfotingart som beskrevs av Hoffman och Howell 1981. Elassystremma pongwe ingår i släktet Elassystremma och familjen Ammodesmidae. Inga underarter finns listade i Catalogue of Life.